# McKenzie Westmore

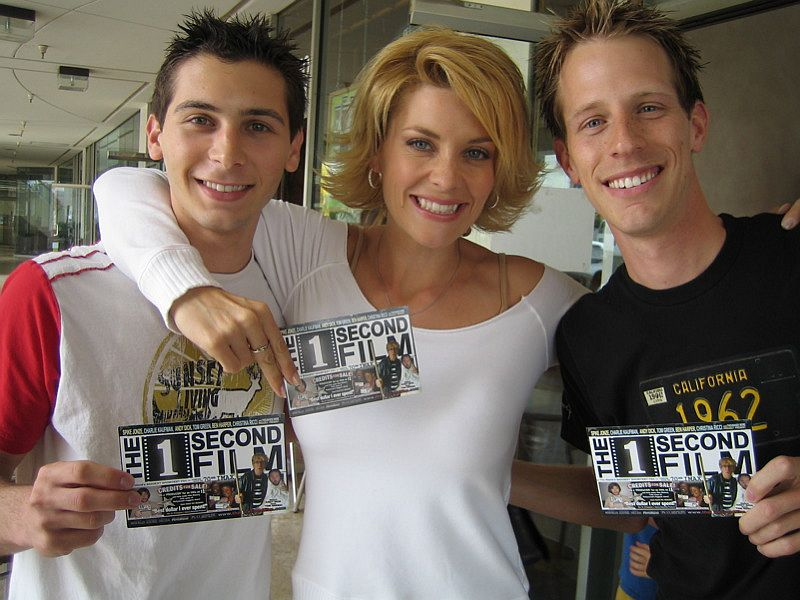
McKenzie Westmore

McKenzie Kate Westmore (* 26. April 1977 in Van Nuys, Kalifornien) ist eine US-amerikanische Film- und Theaterschauspielerin.

## Leben
McKenzie wurde als jüngste Tochter des Maskenbildners Michael Westmore und dessen Frau Marion (andere Quellen: Miriam) im kalifornischen Van Nuys geboren. Ihr Onkel ist Monty Westmore. Entdeckt wurde sie von Hollywoodstar Robert De Niro, als dieser Anfang 1980 zwecks Vorbereitungsarbeiten zu Martin Scorseses Wie ein wilder Stier zu Besuch im Haus der Westmores war. Die beiden verstanden sich dermaßen gut, dass McKenzie im Alter von drei Jahren die Filmtochter De Niros in Wie ein wilder Stier gab.
Später wurde sie unter anderem am Lee-Strasberg-Theatre und in der von Uta Hagen geleiteten Schauspielklasse ausgebildet. Da Westmore auch musikalisch begabt war, stand sie auch in verschiedenen Musicals und Opern, darunter Dido und Aeneas und The Sound of Music auf der Bühne. Sie selbst ist auch ausgebildete Opernsängerin. Bis heute stand sie in verschiedenen Fernsehserien und Spielfilmen vor der Filmkamera. Zwischen 1999 und 2008 stand sie für die Seifenoper Passions vor der Kamera. Bei den Dreharbeiten lernte sie den Musiker Keith Volpone kennenlernte, den sie am 25. Mai 2002 in Las Vegas heiratete. Westmore brachte 2006 ihren Sohn Maddox zur Welt.
Westmore war zweimal für den Daytime Emmy Award nominiert und zwei weitere Male für den Soap Opera Digest Award. Einen Soap Opera Digest Award erhielt sie 2005 für ihre Darstellung in „Passions“.

## Filmografie (Auswahl)
- 1980: Wie ein wilder Stier (Raging Bull)
- 1988: Raumschiff Enterprise: Das nächste Jahrhundert (Star Trek: The Next Generation, Fernsehserie, eine Folge)
- 1996: Lisa – Der helle Wahnsinn (Weird Science, Fernsehserie, eine Folge)
- 1998: Star Trek: Der Aufstand (Star Trek: Insurrection)
- 1999: Star Trek: Raumschiff Voyager (Star Trek: Voyager, Fernsehserie, eine Folge)
- 1999–2008: Passions (Fernsehserie, 1072 Folgen)
- 2001: Friends (Fernsehserie, eine Folge)
- 2003: Kate Fox & die Liebe (Miss Match, Fernsehserie, eine Folge)
- 2008–2009: All My Children (Fernsehserie, 25 Folgen)
- 2009: Surviving Suburbia (Fernsehserie, eine Folge)
- 2011: Pain
- 2013: Dose of Reality
- 2018–2019: The Bay (Fernsehserie, vier Folgen)
- 2019: Goodbye Dessa (Kurzfilm)
- 2020: Star Trek: Picard (Fernsehserie, eine Folge)
- 2022: Super Volcano (Fernsehfilm)
- 2022: Megaquake – Kalifornien am Abgrund (20.0 Megaquake, Fernsehfilm)
- 2023: Ice Storm – Der Beginn einer neuen Eiszeit (Ice Storm, Fernsehfilm)
- 2025: Love in the Clouds (Fernsehfilm)